# Везге

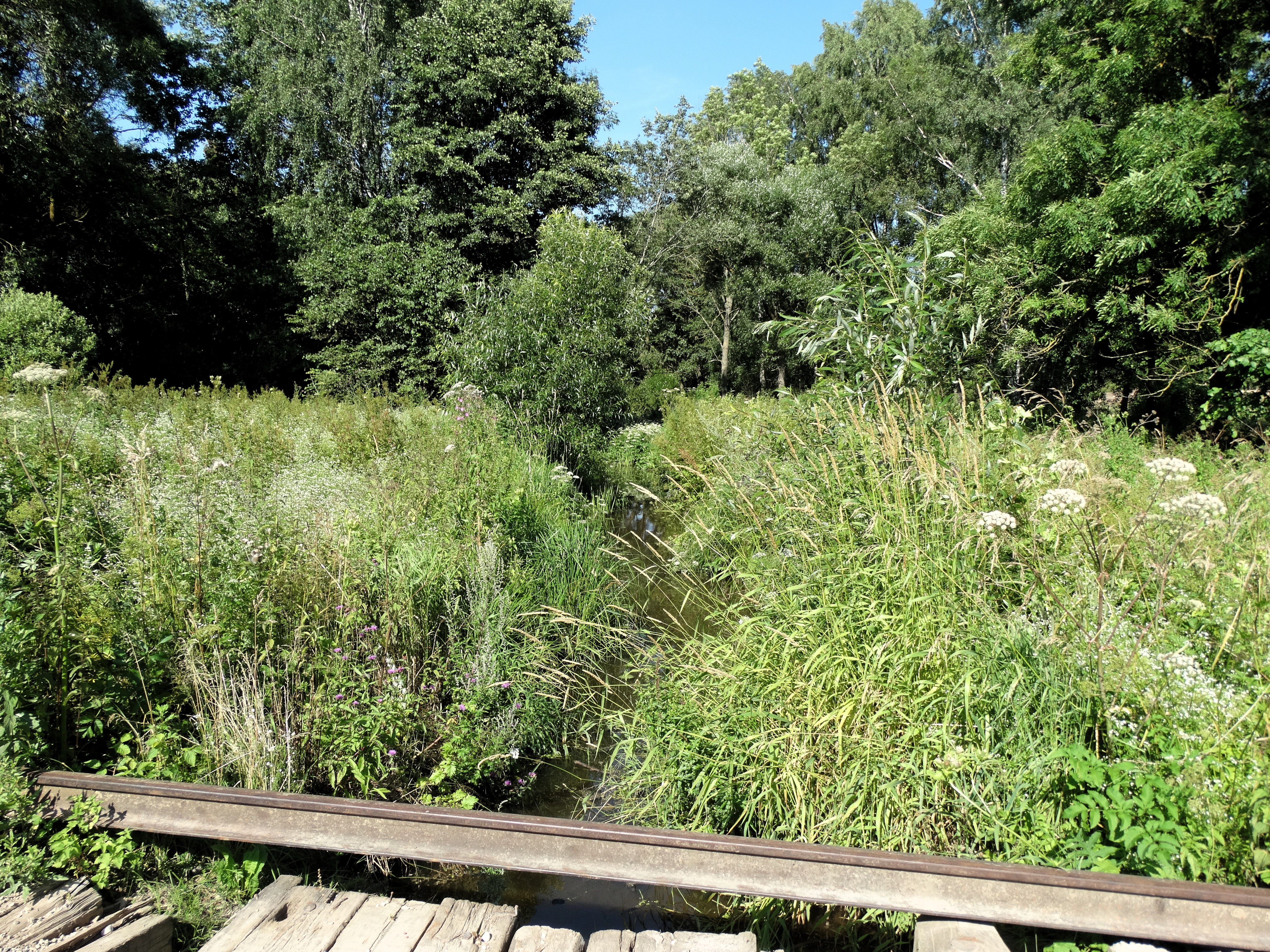
У села Лапгирис.

Везге (лит. Vėzgė) — река в северной Литве, главный приток Обяле (бассейн Лиелупе). Протекает по территории Радвилишкикского и Пакруойского районов. Длина реки составляет 30 километров, площадь водосборного бассейна — 94 км², среднегодовой расход воды в устье — 0,49 м³/с.
Везге берёт начало в 5 километрах к востоку Радвилишкиса, недалеко от села Сядунай. Течёт в северном и северо-западной направлении. Впадает в Обяле справа в 4 км от её устья, в 7 км от Пакруойиса. Высота устья — 70,2 метра над уровне моря.
Река протекает по населённой местности, на берегах Везге расположены следующие населённые пункты: Шукёняй, Кальняле-Гражёняй, Аукштялкай и другие.